# Silent Service
Silent Service (沈黙の艦隊 Chinmoku no Kantai?, lit. La Armada Silenciosa) es un manga creado por Kaiji Kawaguchi. Fue publicado por la editorial Kodansha en la revista Weekly Morning desde 1988 a 1996 y juntada en 32 volúmenes en tankōbon. El manga ganó el premio Kodansha Manga Award para manga general en 1990. El manga fue adaptado a un especial de TV y luego a dos OVAs por Sunrise y Bandai Visual. 
El canal de animaciones para adultos Locomotion anunció en su página web oficial que había adquirido el especial de TV y los OVAs en el año 2001 para transmitirlos en sus señales de América Latina e Iberia (España y Portugal), pero por razones que se desconocen nunca se transmitieron.

## Argumento
Durante la Guerra Fría, la Fuerza Marítima de Autodefensa de Japón construye en secreto junto con Estados Unidos un submarino nuclear con capacidad balística intercontinental, a pesar del Tratado de Seguridad y Cooperación Mutua entre Estados Unidos y Japón que prohíbe al país asiático construir cualquier arma de ataque. Durante el viaje inaugural, el capitán Shiro Kaidea se amotina y declara al submarino como la nación independiente de Yamato, causando una crisis entre ambos países.

## Videojuegos
Se hizo un videojuego basado en el manga para la NEC PC-9801 lanzado el 27 de diciembre de 1991.